# ユーちぇる社長
ユーちぇる社長は、日本の投資家、起業家。元プロボクサー。
現在はYouTubeやTwitterにて初心者向けにFXに関する解説動画を投稿している。
「トレードはメンタルよりもフィジカルだ！」がキャッチフレーズ。

## 略歴
横浜生まれ。帰国子女。生まれたあと3歳でアメリカに渡り、幼稚園、小学校とアメリカ合衆国ロサンゼルスにて過ごす。
日本帰国後は早稲田大学に進学し、大学4年次にプロボクサーを目指す。早稲田大学卒業。早稲田大学大学院修了
早稲田大学大学院在学中にボクシングでプロデビュー。大学院修了後はそのままプロの道へ進むも28歳で引退。
プロ引退後に投資詐欺にあったことをきっかけにFX投資をはじめる。
2019年よりFX初心者向けに解説するチャンネルをYouTubeに開設し、現在に至る。

## 出演

### TV
- CS放送『FX経済研究所』（2021/8/30、日経CNBC）[7][8]

### ラジオ
- 「ラジオNIKKEI　GO!GO!ジャングル・マーケット」（2019/10/31 、日経ラジオ社）[9]

### セミナー
- 【筋肉×ＦＸ】ユーちぇる社長のFX初心者徹底サポート講座 - （ 2020/01/13、サンワード貿易、大阪工業大学梅田キャンパス）[10]

### 雑誌
- 『FX攻略.com 2020年5月号』- （ 2020/03/21、Wa plus（ワプラス））[11]
- 『FX攻略.com 2020年6月号』- （ 2020/04/21、Wa plus（ワプラス））[12]
- 『FX攻略.com 2020年7月号』- （ 2020/05/21、Wa plus（ワプラス））[13]
- 『FX攻略.com 2020年8月号』- （ 2020/06/19、Wa plus（ワプラス））[14]
- 『FX攻略.com 2020年9月号』- （ 2020/07/21、Wa plus（ワプラス））[15]
- 『FX攻略.com 2020年10月号』- （ 2020/08/21、Wa plus（ワプラス））[16]
- 『FX攻略.com 2020年11月号』- （ 2020/09/19、Wa plus（ワプラス））[17]
- 『FX攻略.com 2020年12月号』- （ 2020/010/21、Wa plus（ワプラス））[18]
- 『FX攻略.com 2021年1月号』- （ 2020/11/21、Wa plus（ワプラス））[19]
- 『FX攻略.com 2021年2月号』- （ 2020/12/21、Wa plus（ワプラス））[20]
- 『FX攻略.com 2021年3月号』- （ 2021/1/21、Wa plus（ワプラス））[21]
- 『FX攻略.com 2021年4月号』- （ 2021/2/20、Wa plus（ワプラス））[22]
- 『FX攻略.com 2021年5月号』- （ 2021/3/19、Wa plus（ワプラス））[23]